# Convention (métro de Paris)
Pour les articles homonymes, voir Convention.
Convention est une station de la ligne 12 du métro de Paris, située dans le 15e arrondissement de Paris. 

## Situation
La station est implantée au sein du quartier Saint-Lambert, à l'intersection entre la rue de Vaugirard, la rue de la Convention et la rue Alain-Chartier, où se trouve la place Geneviève-de-Gaulle-Anthonioz. Orientée selon un axe nord-est/sud-ouest, elle s'intercale entre les stations Vaugirard et Porte de Versailles, cette dernière étant précédée d'un raccordement de service avec l'atelier de Vaugirard, embranché en talon sur les voies de garage aménagées à l'emplacement du terminus d'origine.

## Histoire
La station est ouverte le 5 novembre 1910 avec la mise en service du premier tronçon de la ligne A de la Société du chemin de fer électrique souterrain Nord-Sud de Paris (dite Nord-Sud), entre Porte de Versailles et le terminus provisoire de Notre-Dame-de-Lorette.
Elle doit sa dénomination à sa proximité avec la rue de la Convention, laquelle tient son nom de la Convention nationale, assemblée constituante française qui a siégé de 1792 à 1795.
Le 27 mars 1931, la ligne A devient l'actuelle ligne 12 du métro à la suite de l'absorption de la société du Nord-Sud le 1er janvier 1930 par sa concurrente : la Compagnie du chemin de fer métropolitain de Paris (dite CMP), qui gère la concession de l'essentiel des autres lignes du réseau.
Comme l'ensemble des points d'arrêt de la ligne 12 de 1959 à 1960, les quais sont modernisés par la mise en place d'un carrossage métallique sur les piédroits, doté de montants horizontaux de couleur vert d'eau et de cadres publicitaires dorés, éclairés par le haut. Cet aménagement est alors largement déployé sur le réseau en tant que moyen de rénover les stations rapidement et à moindre coût. En outre, les balustrades d'origine des bouches d'accès, en céramique et en fer forgé selon le style typique de l'ancien réseau Nord-Sud, disparaissent au profit d'entourages plus sobres.
Dans les années 1990, le carrossage publicitaire des quais voit ses lambris repeints en bleu, tandis que les bancs d'origine laissent place à des sièges de style « Motte » bleus également.
Dans le cadre du programme « Renouveau du métro » de la RATP, les couloirs et le hall d'accueil de la station sont rénovés le 17 janvier 2003. Les frises à vagues en céramique de couleur marron, dans le style caractéristique de la société du Nord-Sud, sont alors remplacées par des frises décoratives à losanges de même teinte, selon le style décoratif typique de l'ex-CMP.

### Fréquentation
Selon les estimations de la RATP, la station a vu entrer 5 275 717 voyageurs en 2019, ce qui la place à la 76e position des stations de métro pour sa fréquentation. En 2020, avec la crise du Covid-19, son trafic annuel tombe à 2 674 415 voyageurs, la classant alors au 67e rang, avant de remonter progressivement en 2021 avec 3 734 750 entrants comptabilisés, ce qui la maintient toutefois à la 67e position des stations du réseau pour sa fréquentation cette année-là.

## Services aux voyageurs

### Accès
La station dispose de deux accès répartis en trois bouches de métro :
- l'accès no 1, « Rue de la Convention » comprenant deux trémies, la première constituée d'un escalier fixe, la seconde comportant un escalier mécanique montant permettant uniquement la sortie depuis le quai en direction de Mairie d'Issy, débouchant sur la place Geneviève-de-Gaulle-Anthonioz au droit du no 189 de la rue de la Convention ;
- l'accès no 2, « Rue de Vaugirard », constitué d'un escalier fixe, se trouvant sur le terre-plein entre les rues de la Convention et Alain-Chartier, au droit du no 39 de cette dernière voie.

Ces deux accès sont agrémentés d'un mât avec un « M » jaune inscrit dans un cercle ainsi que d'une balustrade d'aspect sobre, en acier peint en vert. Ces modèles apparus après la Seconde Guerre mondiale ont ici remplacé les entourages d'origine, dans le style caractéristique du Nord-Sud.

Accès à la station
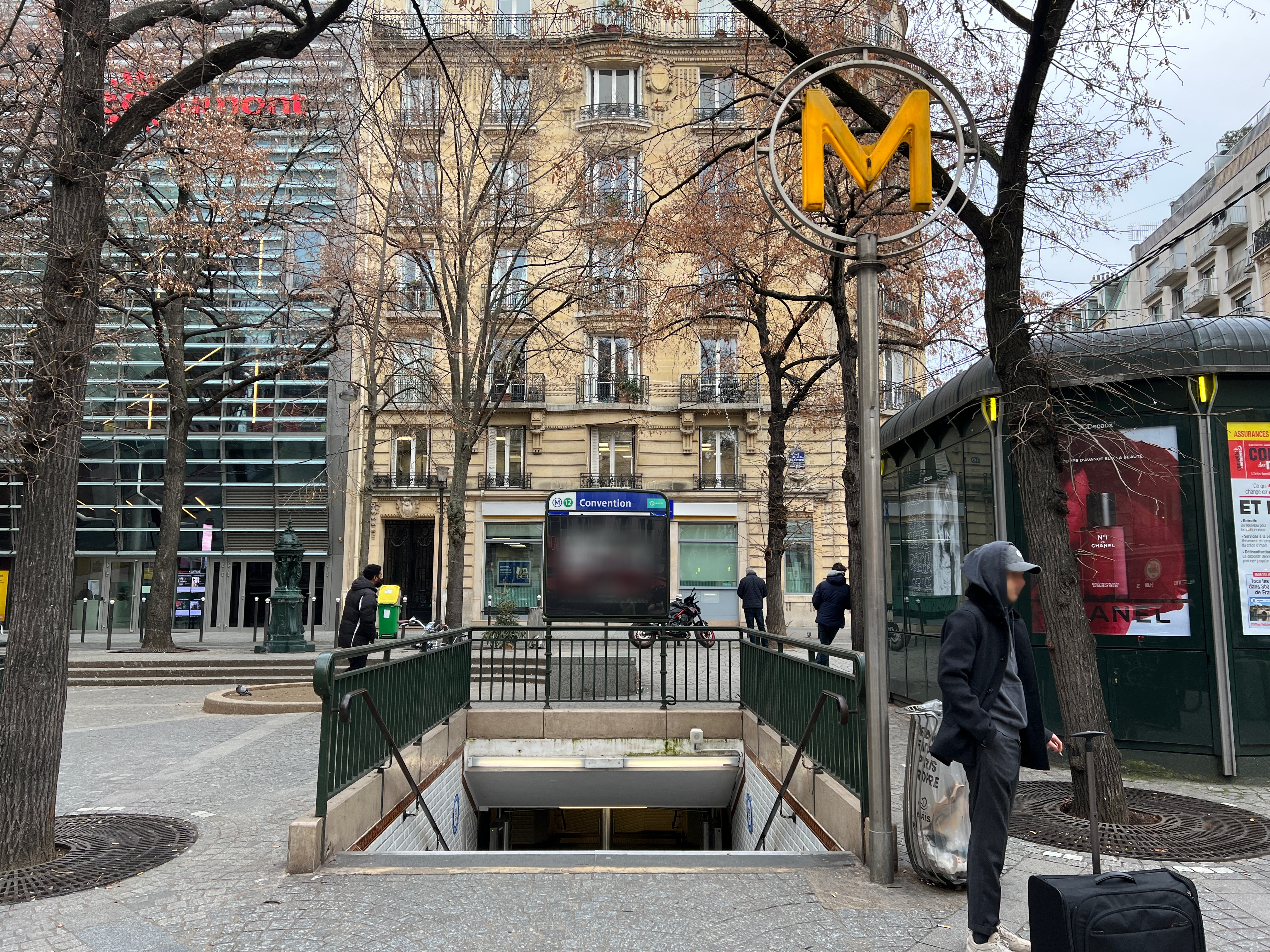
L'accès no 1, « Rue de la Convention ».
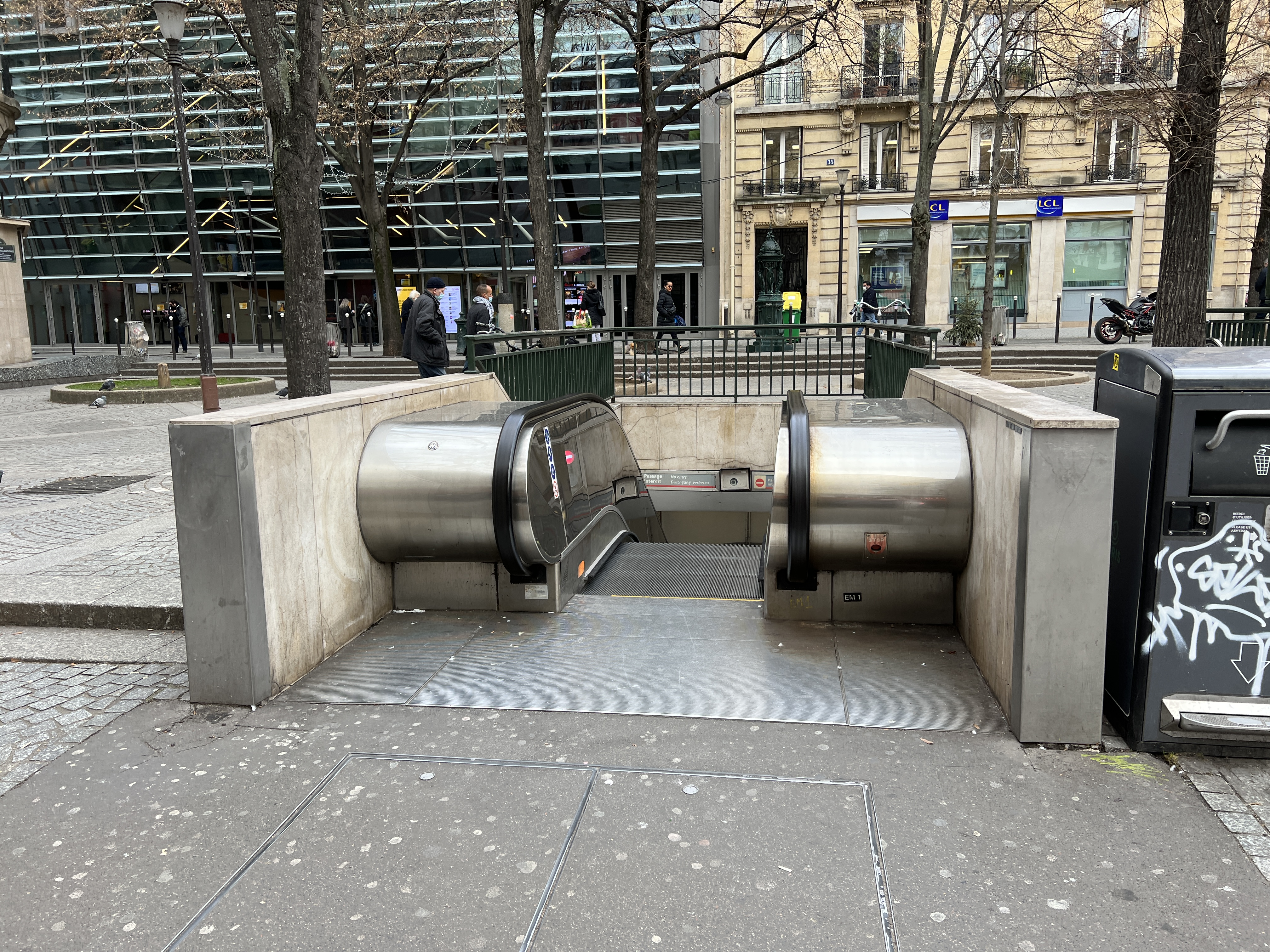
L'escalier mécanique de sortie rattaché à l'accès no 1.
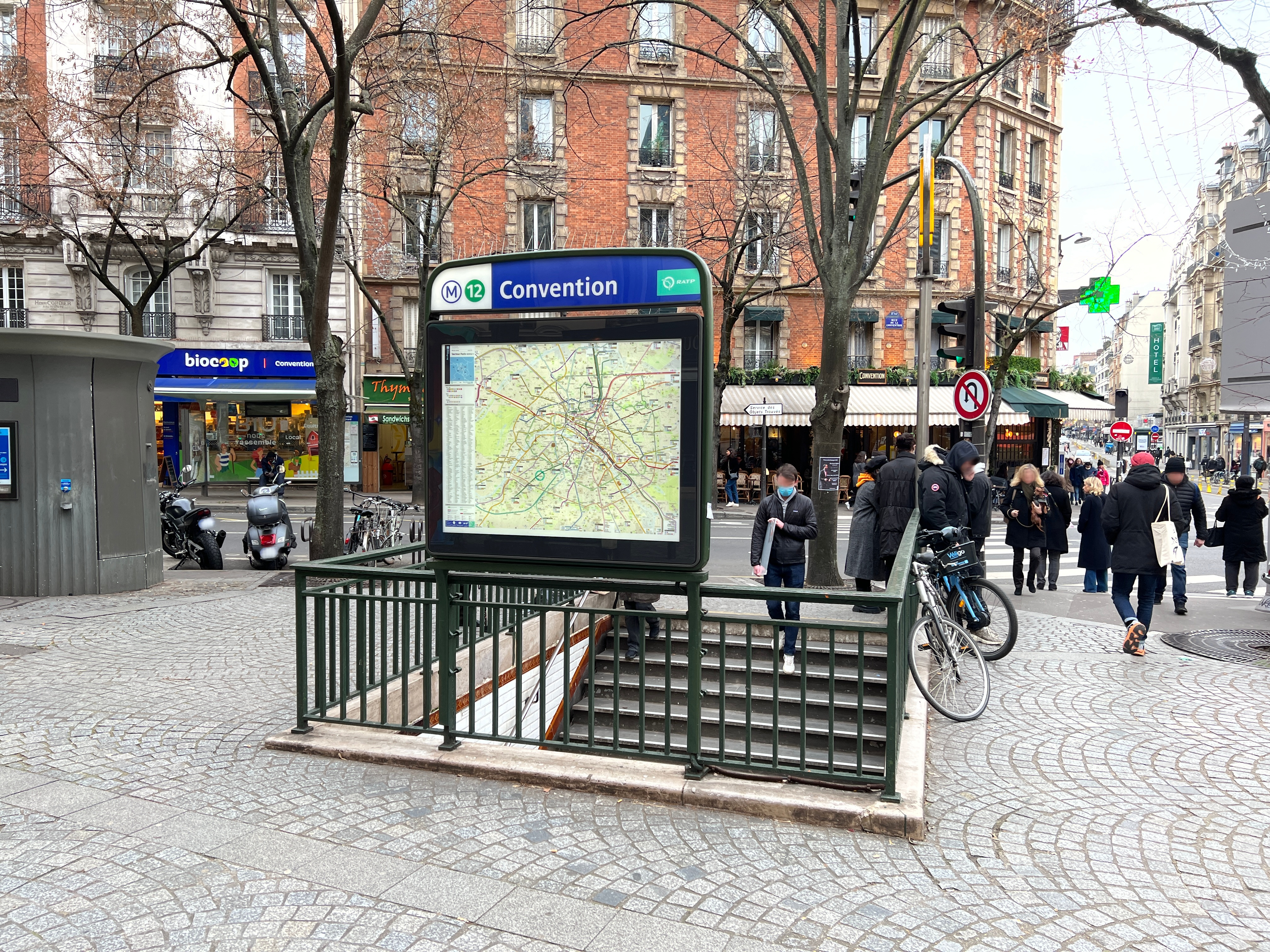
L'accès no 2, « Rue de Vaugirard ».

Bien que la station fut aménagée par l'ancienne société du Nord-Sud, les couloirs d'accès et de sortie sont ornés de frises en céramique marron à losanges dans le style traditionnel de la CMP, au lieu des frises à vagues marron typiques du Nord-Sud, à la suite de leur rénovation en 2003. Cette particularité constitue un contre-sens historique que l'on retrouve aux stations Jules Joffrin, Notre-Dame-de-Lorette et Vaugirard sur la même ligne, ainsi qu'à la station Guy Môquet sur la ligne 13, ayant également appartenu au réseau Nord-Sud à l'origine.

### Quais
Convention est une station de configuration standard pour le métro de Paris : elle possède deux quais, d'une longueur conventionnelle de 75 mètres, séparés par les voies du métro situées au centre et la voûte est semi-elliptique, forme spécifique aux anciennes stations du Nord-Sud dont la partie inférieure des piédroits était verticale et non courbée comme dans les stations de sa concurrente, la CMP.
La décoration, dans le style caractéristique de l'ancien réseau Nord-Sud, est masquée depuis les années 1960 par un carrossage métallique sur les piédroits, seuls les dessins géométriques marron (couleur dédiée aux stations sans correspondance) étant encore visibles sur la voûte. Le carrossage précité est doté de montants horizontaux bleus ainsi que de cadres publicitaires dorés, éclairés par le haut, et l'ensemble est complété par des sièges de style « Motte », de couleur bleue également afin de s'harmoniser avec la teinte des lambris. Le nom de la station est inscrit en police de caractères Parisine sur des plaques émaillées incorporées au carrossage et l'éclairage de la station est assuré par des tubes fluorescents indépendants.
En 2025, la station est une des cinq dernières du réseau à avoir conservé son carrossage publicitaire typique des années 1960 sur les quais, avec les stations Falguière et Vaugirard sur la même ligne ainsi que Sentier et Parmentier sur la ligne 3.

Quais de la station
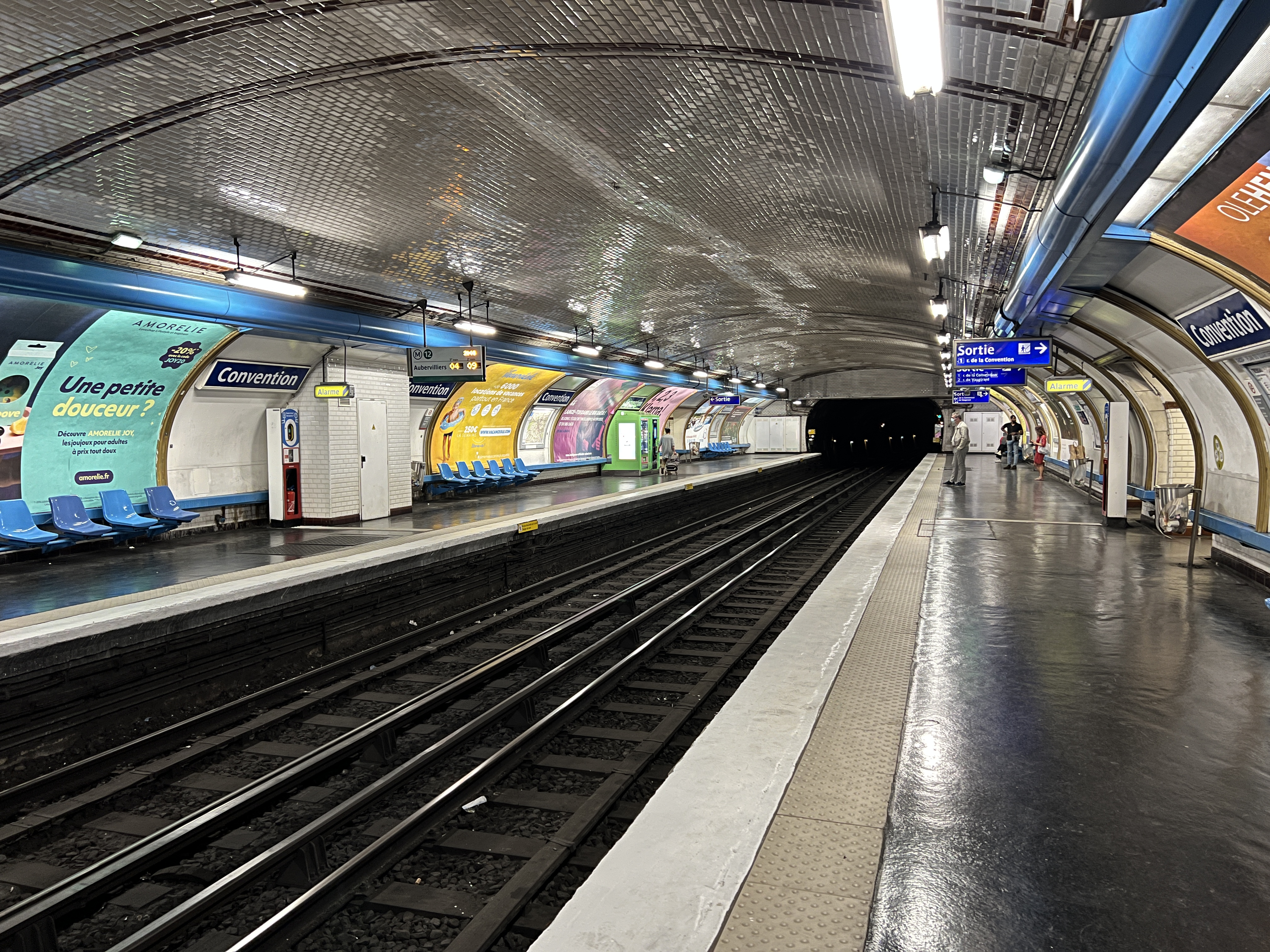
Vue d'ensemble des quais en direction de Mairie d'Issy.
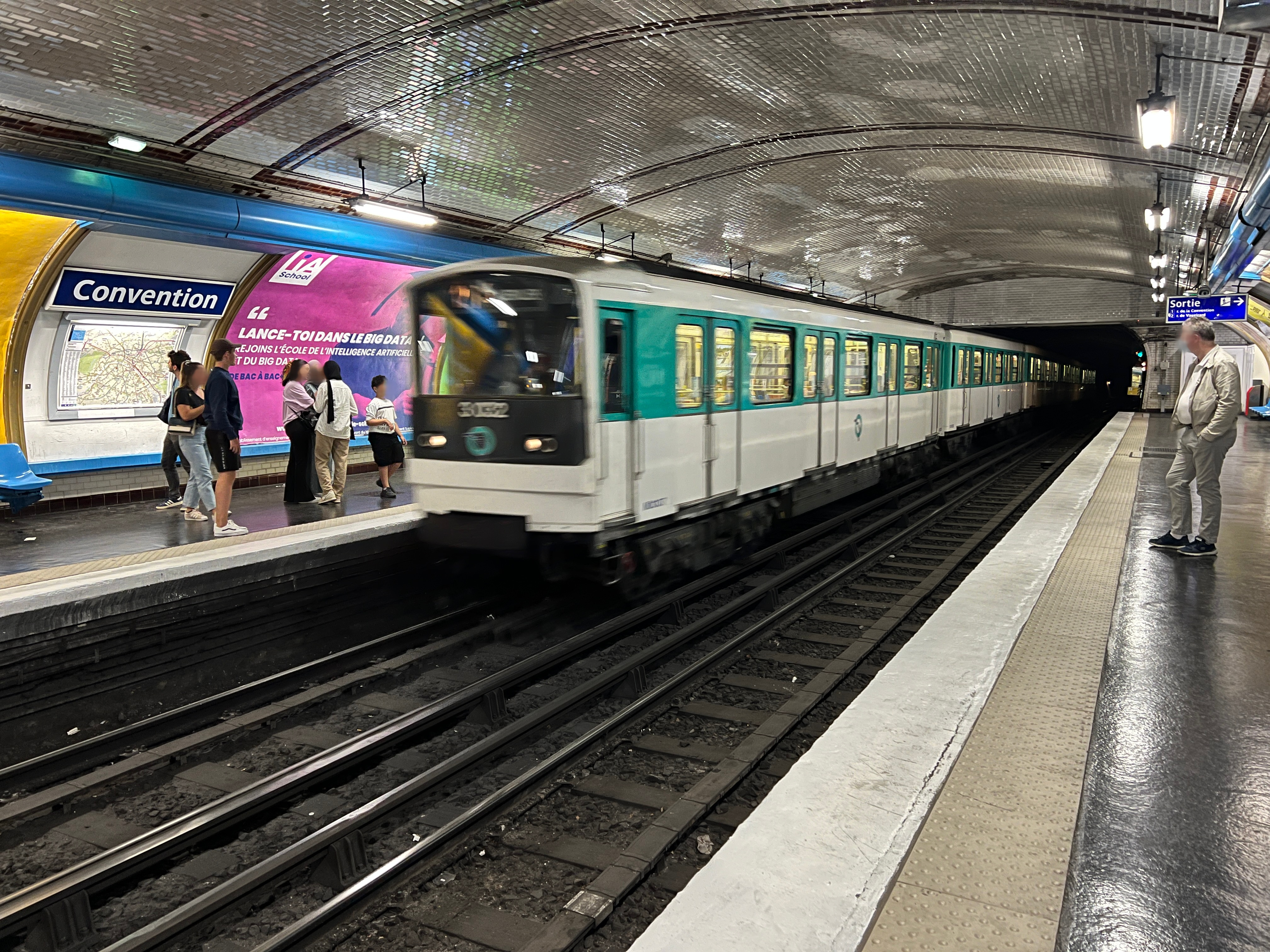
Arrivée d'une rame MF 67 pour Mairie d'Aubervilliers.
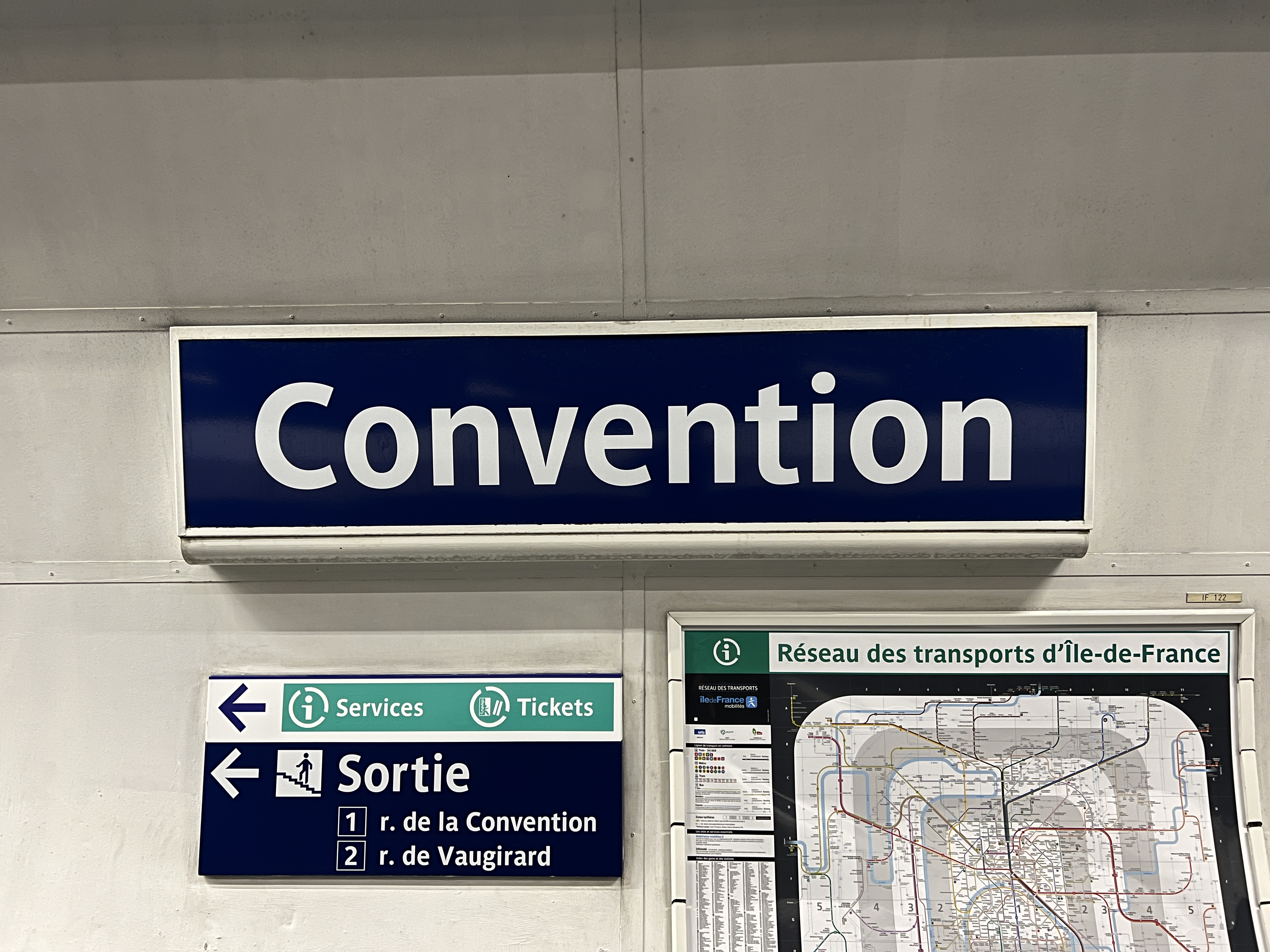
Plaque émaillée indiquant le nom de la station.

### Intermodalité
La station est desservie par les lignes 39, 62 et 80 du réseau de bus RATP et par la Traverse Brancion-Commerce exploitée par B.E. Green.

## À proximité
- Pathé Convention
- Église Saint-Lambert de Vaugirard
- Square Gerbert - Blomet
- Square du Clos-Feuquières
- Jardin de l'Hôpital-de-Vaugirard
- Parc Georges-Brassens
- Église Notre-dame-de-La-Salette